# اسیلور لوکساتیکا
اسیلور لوکساتیکا (انگلیسی: EssilorLuxottica) شرکت کالای لوکس فرانسوی است، که در سال ۲۰۱۸ توسط شرکت‌های اسیلور و لوکساتیکا تأسیس شد.